# Ordre de José Martí

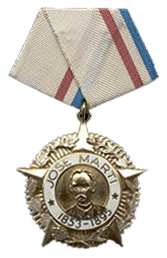
Ordre José Martí

L'Ordre José Martí (Orden José Martí) est une distinction honorifique de l'État cubain. L'Ordre a été nommé ainsi en l'honneur de José Martí, le héros national de Cuba. Le dessin a été réalisé par le sculpteur cubain José Delarra.